# Erazm Ciołek (fotograf)

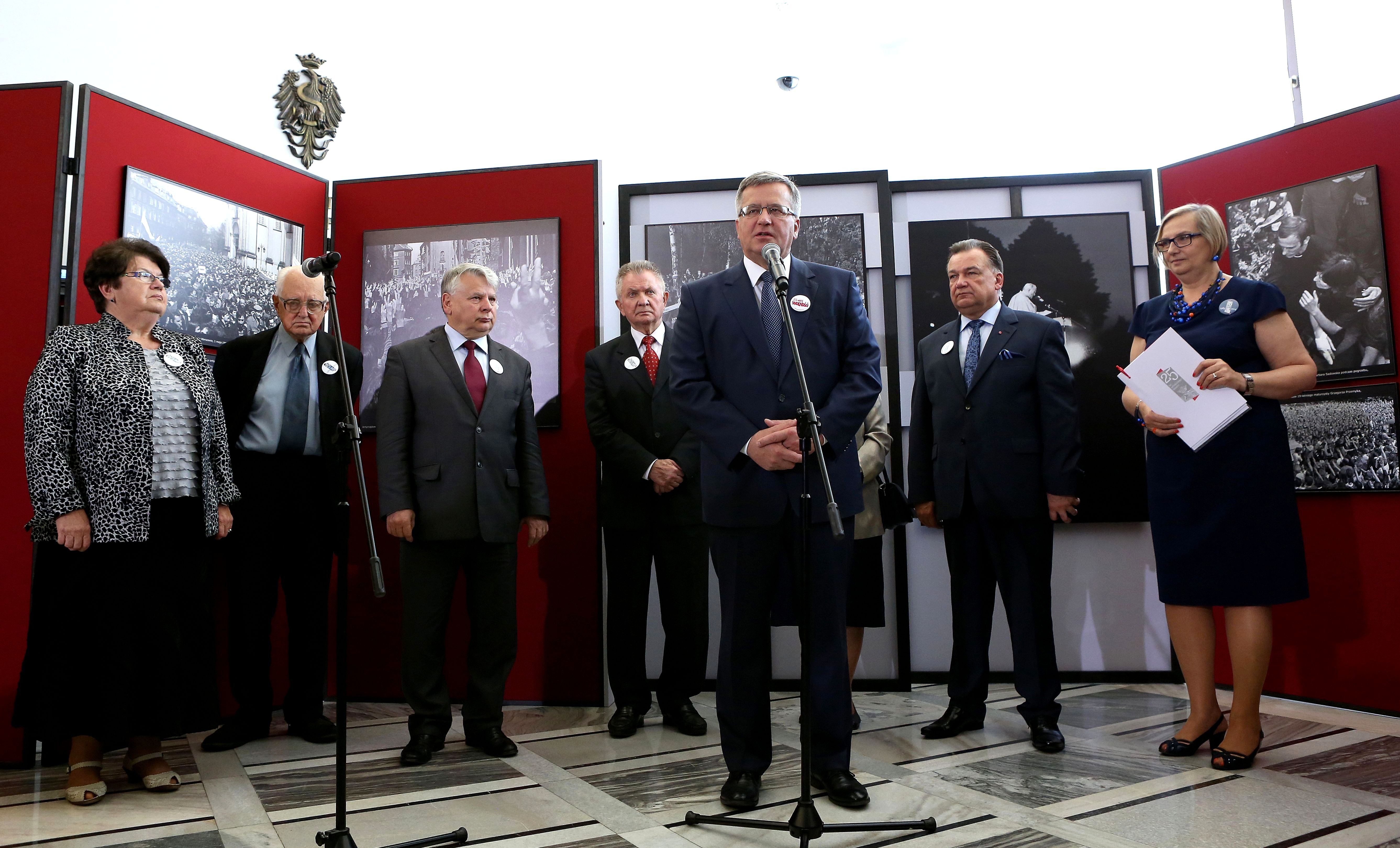
Prezident Bronisław Komorowski zahájil v Senátu výstavu „Polské transformace optikou Erazma Ciołka“ (2014)

Erazm Jan Ciołek (24. června 1937 v Lodži – 13. listopadu 2012 ve Varšavě) byl polský fotožurnalista, člen ZAiKS a ZPAF a Asociace polských novinářů. Autor mnoha výstav a vítěz mnoha cen.

## Životopis
V letech 1965-1970 byl zaměstnancem Polské tiskové agentury a Ústřední fotografické agentury, v letech 1971-1976 pracoval v týdeníku Polityka. Člen odborového svazu „NSZZ“ Solidarność, tvůrce fotoslužby „Nowa“, v letech 1984–1989 byl autorem fotoslužby Przegląd Wiadomości Agenacyjnych. Po pádu komunismu spolupracoval s redakcemi Gazeta Wyborcza, Nowy Świat a Meetings.
V 80. letech 20. století byl jedním z předních fotožurnalistů zaznamenávajících politické a sociální změny v Polsku. V roce 1981 vydal album obsahující 112 fotografií stávkujících dělníků v gdaňské loděnici. Během stanného práva dokumentoval setkání opozičních aktivistů, demonstrace „Solidarity“, poutě Jana Pavla II. do Polska, samostatné výstavy umění, život farnosti sv. Stanisław Kostka, kde pracoval Jerzy Popiełuszko. Pořídil sérii fotografií vystavovaných po celém Polsku během pohřbu varšavského absolventa střední školy Grzegorze Przemyka, zavražděného občanskou milicí v květnu 1983.
Byl mimo jiné autorem fotografií: Zbigniew Bujak, Bronisław Geremek, Andrzej Gwiazda, Wojciech Jaruzelski, Jacek Kuroń, Witold Lutosławski, Tadeusz Mazowiecki, Adam Michnik, Kazimierz Orłos, Anna Walentynowicz a kardinál Stefan Wyszyński.
V roce 1989 společně s Jarosławem Maciejem Goliszewskim pořídili společné fotografie kandidátů Solidarity ve volbách do Sejmu a Senátu s Lechem Wałęsou (Jerzy Kuś a Darosław Maciej Laprus spolupracovali na dvou zasedáních).
V roce 2010 se připojil k varšavskému výboru sociální podpory Jarosława Kaczyńského v prezidentských volbách.
Dne 25. května 2011 mu během ceremoniálu v sídle ministerstva kultury a národního dědictví ministr Bogdan Zdrojewski udělil Zlatou medaili za zásluhy o kulturu - Gloria Artis.
Erazm Ciołek byl pohřben 23. listopadu 2012 na brodinském hřbitově ve Varšavě (oddíl 24F-4-15). Toho dne si jeho památku připomněl Sejm Polské republiky minutou ticha.

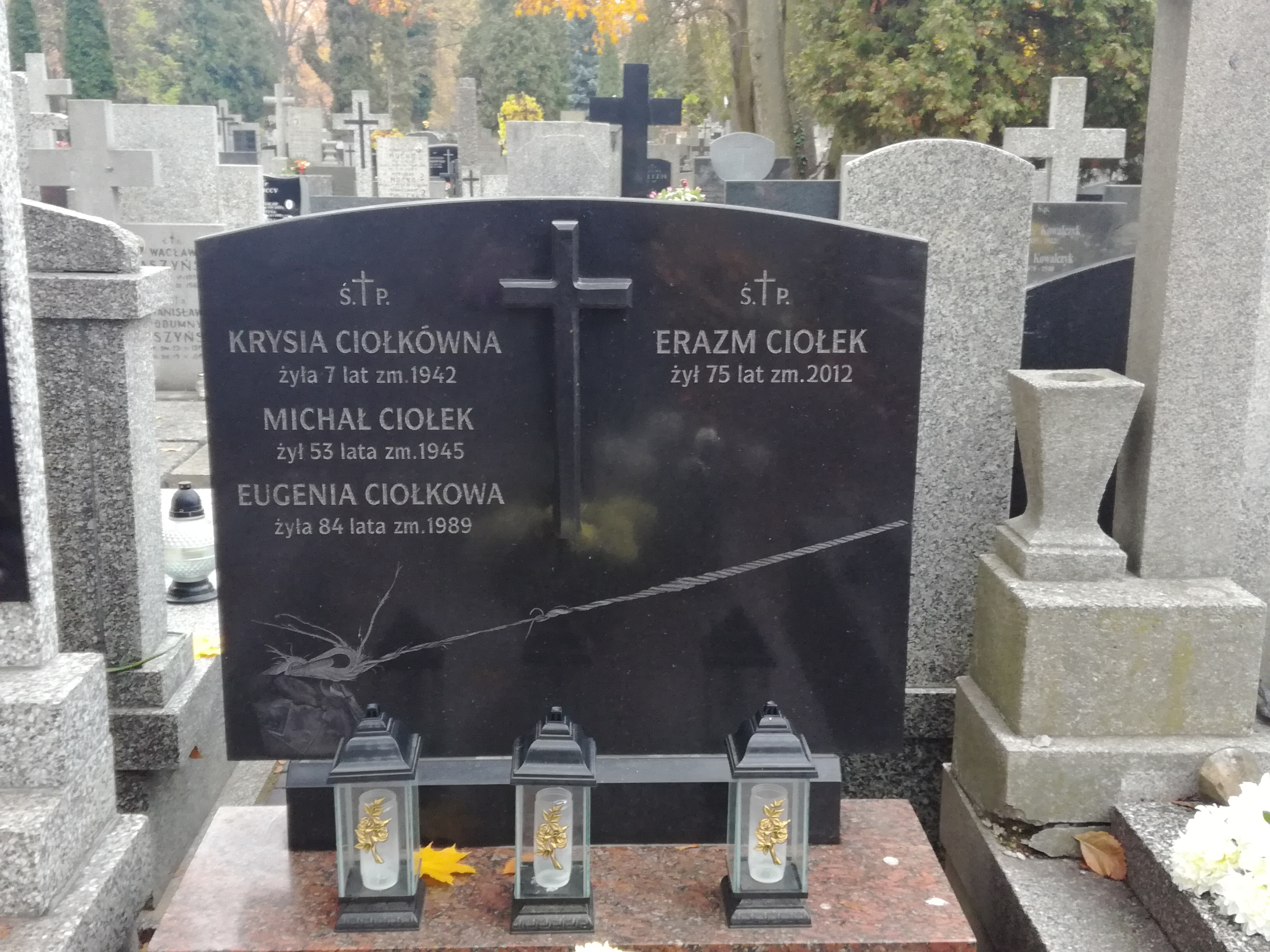
Hrob Erazma Ciołka na hřbitově v Bródně

## Výstavy
- „Fotografie“ - Galerie Krzywe Koło, Varšava (a několik jejích opakování) (1960)
- „Ruiny času“ (práce z Řecka, Egypta a Libanonu) - Varšava (1962)
- "Forma" - PIW Salon, Varšava (1964)
- "M. Mathieu a Ch.Aznavour" - Galeria KMPiK Nowy Świat, Varšava (1969)
- „Umělci ve fotografii“ - Hannover, Německo (1975)
- „Gdaňská loděnice. Srpen 1980 “- Varšava; Płock; Legnica; Stockholm, Švédsko; Bělehrad, Jugoslávie; Londýn, Anglie (1980-1982)
- Nepál - Sochařská galerie, Varšava (1981)
- „Drogově závislí“ - Galerie SDP ve Varšavě; Gdaňsk; Krakov (1981)
- „Solidarita“ - pět výstav v Polsku; 7 výstav v Německu; Polský institut v Düsseldorfu, Západní Německo; Londýn, Anglie; Sofie, Bulharsko; Bratislava, Československo (1989)
- "Nikaragua" - BWA, Varšava (1990)
- „Portréty“ (výtvarníci Akademie výtvarných umění ve Varšavě) - Akademie výtvarných umění ve Varšavě (1995)
- „Samostatná výstava“ (jako součást 25. výročí událostí v gdaňské loděnici) - Národní muzeum, Gdaňsk (2005)
- Kolektivní výstava k 26. výročí „Solidarity“ (se zvláštním důrazem na fotografie Erazma Ciołka) - Národní muzeum, Varšava (2005)

## Publikace
- Stop, control: Gdańsk Shipyard, August 1980, ed. 1981
- Kuba Fidel Castro, hospoda. Rytmus, 2007
- Polsko: srpen 1980 - srpen 1989, hospoda. Editions-Spotkania, 1990, publ. druhý IPN, 2010

## Ceny a ocenění
- Cena Výboru pro nezávislou kulturu „Solidarita“ (1984)
- Cena nezávislých novinářů SDP (za celoživotní zásluhy) (1987)
- Čestná cena 18. kongresu delegátů polských umělců a designérů (1993)
- Centenary Award of the Academy of Fine Arts in Warsaw (1995)
- Odznak kulturního aktivisty za zásluhy (2001)
- Cena medaile Národního výboru NSZZ „Solidarita“ u příležitosti 25. výročí (2005)
- Rytířský kříž Řádu Polonia Restituta (2006) za vynikající výsledky v aktivitách pro demokratické změny v Polsku, za úspěchy v profesionální a sociální práci
- Laurel SDP (nejvyšší ocenění Asociace polských novinářů udělené prvnímu fotožurnalistovi v Polsku) (2007)
- Zlatá medaile „Za zásluhy o kulturu Gloria Artis“ (2011)
- Důstojnický kříž Řádu Polonia Restituta, 21. listopadu 2012, posmrtně za vynikající zásluhy při dokumentování hnutí za nezávislost a demokratických transformací v Polsku, za úspěchy v oblasti fotografie

## Vzpomínka
Od roku 2013 Asociace polských novinářů uděluje Erazm Ciołek za sociálně angažovanou fotografii.